# China Lee
Pour les articles homonymes, voir Lee.
Melba Ogle Astrid Schulz
China Lee (née Margaret Lee le 2 septembre 1942) est une actrice et mannequin américaine. Elle est surtout connue pour avoir été Miss Août 1964 dans Playboy, à ce titre première playmate américano-asiatique et même première de type non-européen. Selon sa fiche de playmate, son nom se prononce "chee-na" et rime avec "Tina".
Son dépliant central a été photographié par Pompeo Posar. Ses mensurations (tour de poitrine, taille, hanches, cm) : 89 - 56 - 89.

## Jeunesse
China Lee est née à la Nouvelle-Orléans, en Louisiane, de parents chinois qui avaient immigré aux États-Unis après leur mariage. La famille possédait une blanchisserie. Elle est la cadette d'une famille de huit enfants et la sœur cadette de Harry Lee, shérif de la paroisse de Jefferson en Louisiane pendant environ 28 ans.  Le nom "China" est dérivé du surnom "Chinita" ("petite fille chinoise") que lui ont attribué des voisins hispanophones qui l'admiraient en la voyant danser quand elle était enfant.

## Carrière
China Lee a travaillé comme coiffeuse et serveuse, puis comme Bunny du Club Playboy, avant d'apparaître comme playmate dans le magazine Playboy. Elle avait été Bunny monitrice, ce qui l'avait amenée à se rendre dans différents clubs Playboy pour apprendre leur métier aux futures Bunnies. 
China Lee est apparue à la fin de Lily la tigresse, film de Woody Allen dans lequel elle effectuait un strip-tease.

## Vie privée
China a épousé le comédien Mort Sahl en 1967. Ils ont divorcé en 1991. Leur fils unique, Mort Sahl, Jr. est décédé le 27 mars 1996 à l'âge de 19 ans.

## Filmographie
| Année | Titre                               | Rôle                     | Remarques                             |
| ----- | ----------------------------------- | ------------------------ | ------------------------------------- |
| 1964  | The Troublemaker (en)               | La putain                |                                       |
| 1965  | Dr. Goldfoot and the Bikini Machine | Un robot                 |                                       |
| 1966  | Détective privé (film, 1966)        | Une danseuse             | Non créditée                          |
| 1966  | Paradis, style hawaïen              | Une fille                | Non créditée                          |
| 1966  | Quoi de neuf, Tiger Lily?           | Une danseuse             | Non créditée                          |
| 1966  | Le swinger                          | Un modèle                | Non créditée                          |
| 1967  | La fille de U.N.C.L.E.              | Vivian                   | Épisode: "L'affaire Double-O-Nothing" |
| 1967  | Bon temps                           | Fille de Mordicus        |                                       |
| 1967  | Ne faites pas de vagues             | Une serveuse             | Non créditée                          |
| 1969  | Moyen cool                          | Patronne du Roller Derby | (rôle du film final)                  |